# Yarmouth, Massachusetts
Yarmouth är en kommun (town) i Barnstable County i delstaten Massachusetts i USA, med 25 023 invånare (2020). Den har enligt United States Census Bureau en area på 73,1 km².